# 公别拉河
公别拉河，位于中华人民共和国黑龙江省西北部黑河市爱辉区境内，是黑龙江右岸支流，发源于爱辉区西部罕达汽镇东北大黑山，向东南流经锦河农场、富地营子水库、西沟水库，至陡沟子种畜场转东北流，经西岗子镇，于坤河乡以北汇入黑龙江干流。河流全长165千米，河道比降2.76‰，流域面2803平方千米。年均径流量6.3亿立方米。公别拉河流域内森林茂密，物产丰富。上游地区于2016年升级为国家级自然保护区，保护河流湿地生态系统、原生性沼泽植被及其珍稀野生动植物资源。